# 7103 Віхманн
7103 Віхманн (7103 Wichmann) — астероїд головного поясу, відкритий 7 квітня 1953 року.
Тіссеранів параметр щодо Юпітера — 3,220.